# Habropoda vierecki
Habropoda vierecki är en biart som först beskrevs av Cockerell 1909.  Habropoda vierecki ingår i släktet Habropoda och familjen långtungebin. Inga underarter finns listade i Catalogue of Life.